# 閃光彈 (網路用語)
閃光彈一詞乃來自BBS和網路論壇衍生出的新名詞定義，也可簡稱作「閃光」。
在網友之間聊天交談時，若有人在文章中炫耀自己，例如在愛情上令人羨慕不已的行為時，或是情侶相互公開表示親暱言詞的互動時，其他單身或對此種行為不以為然的網友便以「閃光彈」一詞相回，以表示文章為「炫目至盲」之炫耀表現。或者說「哇！前方有情侶！好刺眼啊！」。閃光彈並不限於炫耀愛情，例如購買價值不菲的物品後放圖片於網路上炫耀，也會被視為放閃光彈。這種炫耀行為又稱「放閃」。
通常在「閃光彈」出現之同時亦同時出現或準備「墨鏡」與「可魯」（導盲犬的名字，來自一部電影《再見了，可魯》，港譯《導盲犬小Q》），以表示有預示文章內有炫耀性質，防止「炫耀文」令其他網友所產生的情緒不安與低落。因在網絡文化盛行，故閃光彈、可魯一詞亦充斥在由此衍生的惡搞（KUSO）文化當中。

## 起源
「閃光」一詞起源於早期的人的炫富動作，早期的人炫富時手上皆會戴上鑽表與鑽戒，並且站在陽光下以反射的光線去照射別人的眼睛，去提醒別人自己很有錢。之後，由於網路的興起，基於類似密語的私密性及群體識別性，遂產生了網路用語。而其中「閃光」一詞則借用上述現象，以幽默的方式稱呼別人值得炫耀的任何人事物或動作。因網友中多數曾有過軍隊生活的經驗或是曾玩過射擊遊戲，遂有人以「閃光彈」代之。而隨後的網友基於附和其幽默的基礎之下，就有了我需要「墨鏡」或「可魯」的用詞出現去凸顯之。

## 常見網路用語（或次文化）
- 好人文化
- 宅男
- 萌
- 去死去死團